# Aldama (municipalité, Tamaulipas)
Pour les articles homonymes, voir Aldama.
La municipalité d'Aldama est l'une des 43 municipalités de l'État de Tamaulipas, et est située dans la partie sud de cet État. Riveraine du golfe du Mexique, elle appartient à sa plaine côtière, ainsi qu'aux bassins versants de trois fleuves côtiers. Son territoire s'appuie au nord-ouest sur le massif montagneux de la Sierra de Tamaulipas. Son chef-lieu est la ville éponyme d'Aldama. Elle dépend de la région Sur, qui est une des 6 subdivisions administratives de l'État de Tamaulipas.

## Géographie
La municipalité d'Aldama s'étend le long du golfe du Mexique à l'ouest, et confine au nord-est sur les contreforts du massif montagneux de la Sierra de Tamaulipas. Elle est limitée au sud par le fleuve côtier Río Barberena, et au nord par un fleuve plus important, le Río Carrizales, bien que son embouchure soit située sur son territoire, laquelle se fait au sein d'une lagune. Un autre fleuve la traverse en son centre, le Río Tigre, qui descend lui-aussi de la Sierra de Tamaulipas. Son chef-lieu est la ville éponyme d'Aldama, au centre-nord de son territoire, sur les bords du Río Tigre. Ce territoire couvre une superficie de 3 671,78 km², et était peuplé en 2020 de 28 725 habitants.
Cette municipalité fait partie de la région Sur, qui est une des 6 subdivisions administratives de l'État de Tamaulipas, et regroupe les municipalités d'Aldama, d'Altamira, de Ciudad Madero, de González et de Tampico.
Elle est limitrophe au nord de celle de Soto la Marina, à l'ouest de celles de Casas et de González, et au sud de celle d'Altamira.

## Composition et démographie
La municipalité était composée en 2010 de 813 localités.
| Localité                    | Population |
| --------------------------- | ---------- |
| Aldama                      | 12 880     |
| Barra del Tordo             | 803        |
| Nuevo Progreso (La Gaviota) | 706        |
| Francisco I. Madero         | 465        |

En plus de l'espagnol, plusieurs langues amérindiennes sont parlées dans la municipalité, dont les principales sont par ordre d'importance : le huastèque et le nahuatl.

## Histoire
Dans la localité de Magueye, à El Olivo, se trouve une ancienne ville haxtèque.
La ville d'Aldama a été fondée le 18 juin 1789 sous le nom de villa Presas del Rey, par le lieutenant Miguel Ignacio de Escandón y Llera, fils aîné de José de Escandón, comte de Sierra Gorda. Les premiers fondateurs comptaient 76 familles. Cette ville fut la dernière fondée par le comte de Sierra Gorda dans l'ancienne province de Nuevo Santander, ancien nom de l'État de Tamaulipas avant l'indépendance du Mexique.
La ville a été rebaptisée Villa Aldama en 1828, en l'honneur de Ignacio Aldama, héros de l'indépendance du pays.
En 1865, durant l'Expédition du Mexique menée par les troupes françaises du Second Empire, l'église de la ville d'Aldama, la Divina Pastora, est incendiée.